# Невис, Танкреду
Танкре́ду ди Алме́йда Не́вис (порт. Tancredo de Almeida Neves; 4 марта 1910, Сан-Жуан-дел-Рей, Минас-Жерайс, Бразилия — 21 апреля 1985, Сан-Паулу, Бразилия) — бразильский государственный деятель и адвокат. Занимал должность премьер-министра Бразилии с 8 сентября 1961 по 12 июня 1962 года. Избранный президент Бразилии, не вступивший в должность в связи с болезнью и последующей смертью.

## Биография
Родился в городе Сан-Жуан-дел-Рей в штате Минас-Жерайс в семье с португальскими и австрийскими корнями. Был пятым из двенадцати сыновей в семье коммерсанта.
В 1932 году окончил юридический факультет Университета Минас-Жерайс, после чего начал юридическую практику. Тогда же начал политическую деятельность, был избран муниципальным советником от Прогрессистской партии в Сан-Жуан-дел-Рее. В 1935 году занял пост мэра родного города. В 1937 году, после установления диктатуры Ж. Варгаса был арестован и отстранён от должности. За свою политическую карьеру несколько раз арестовывался, побывал членом шести политических партий.
В 1945 году вступил в ряды Социал-демократической партии. В 1947—1950 годах был депутатом законодательной ассамблеи штата Минас-Жерайс, в 1950 году был впервые избран в Палату депутатов Бразилии.
В 1953—1954 годах занимал пост министра юстиции и внутренних дел в правительстве Варгаса. В 1956—1958 годах — член совета директоров Banco de Brazil. Позже работал министром финансов штата Минас-Жерайс (1958—1960).
После отставки Жаниу Куадруса и введения парламентской республики Невис занял новую для страны должность премьер-министра (1961—1962), тогда же вновь занимал пост министра юстиции и внутренних дел (в 1961) и министра финансов (в 1962).
Возникший в разгар серьёзного военно-политического кризиса первый парламентский кабинет сумел ослабить соперничество между основными политическими течениями страны. Тем не менее, социальная неудовлетворенность возросла с ростом протестов против инфляции и за повышение заработной платы. Кризис, вызванный отставкой Ж. Куадруса, парализовал страну на 13 дней, что усугубило экономический кризис, а неоднократные тупики в трудовых переговорах привели к началу очередных забастовок. Парламентский кабинет счел аграрную реформу «безусловным приоритетным вопросом в повестке дня правительства» и поручил министру сельского хозяйства создать комиссию, призванную принимать и оценивать существующие исследования и предложения по этому вопросу. В феврале 1962 года правительство создало Национальный совет по аграрной реформе, отвечающий за определение приоритетных областей аграрной реформы. Между тем, социальная напряженность в сельской местности, особенно на северо-востоке страны, росла. В этот период, наряду с углублением экономического кризиса, радикализация политической борьбы между силами, отстаивающими реформы (конституционные, аграрные, городские, банковские и налоговые), и консерваторами спровоцировали социальные волнения. В этой ситуации кабинет Т. Невиса, для которого была характерна компромиссная политика для достижения широкого национального консенсуса, начал терять поддержку у всех политических сил и социальных слоёв и 6 июня 1962 года подал в отставку.
Т. Невис покинул посты в правительстве, но сразу был избран в палату представителей родного штата, а через год вернулся в Палату депутатов страны и оставался её членом до 1978 года.
После установления военной диктатуры Невис провожал свергнутого переворотом президента Жуана Гуларта в аэропорту и был единственным депутатом от своей партии, не голосовавшим за генерала Умберту Кастелу Бранку в качестве президента. Примкнул к единственной существующей легально оппозиционной партии Бразильское демократическое движение, от которой избирался депутатом в Конгресс, а с 1982 года был заместителем председателя партии.

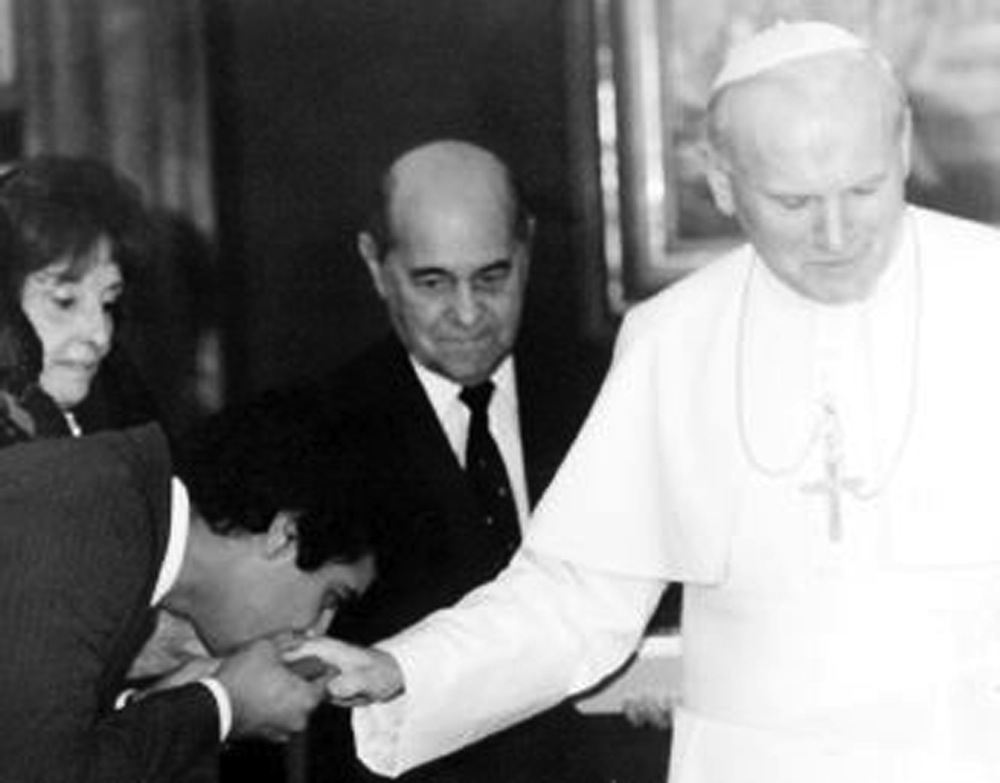
Невис и Папа Иоанн Павел II

В 1978 году Невис был избран в Федеральный сенат. В феврале 1980 года основал Народную партию (Partido Popular), которая вошла в Бразильское демократическое движение. В 1982—1984 годах был губернатором родного штата.
После того, как в 1984 году по всей Бразилии прошли демонстрации за введение прямых президентских выборов, Т. Невис был выдвинут кандидатом в президенты от Партии либерального фронта и Партии бразильского демократического движения, серьёзную роль сыграла и поддержка его кандидатуры бывшим президентом Эрнесту Гайзелом, представлявшим военные круги. 15 января 1985 года Невис тогда говорил: «До тех пор, пока в нашей стране есть хоть один человек без работы, без куска хлеба, без крыши над головой, без образования, всё процветание — это фальшь». Коллегия выборщиков избрала его президентом 480 голосами из 686. Это избрание стало знаменательным событием в истории Бразилии, ведь Невис стал первым гражданским президентом Бразилии с 1964 года будучи кандидатом от оппозиционной коалиции в правительстве. Его избрание президентом положило конец двадцатилетней военной диктатуре в Бразилии и было встречено населением с энтузиазмом.
Однако Т. Невис не успел приступить к исполнению своих обязанностей. 14 марта 1985 года, за день до инаугурации, он был госпитализирован с острыми болями в брюшной полости и последовательно перенёс 7 операций. Вместо него присягу принял избранный в паре с ним вице-президент Жозе Сарней, произнёсший написанную Т. Невисом речь. Сарней должен был исполнять обязанности президента до выздоровления Невиса. Однако вечером 21 апреля Т. Невис скончался от инфицированной лейомиомы. В похоронных мероприятиях приняло участие более двух миллионов человек, сами похороны транслировались по национальному телевидению.

## Память
21 апреля 1986 года, ровно через год после смерти Т. Невиса, был принят закон 7465/1986, определивший, что он должен находиться в галерее президентов Бразилии. Таким образом, хоть он официально и не вступал в должность президента, закон посмертно гарантировал ему титул Президента Республики.
В честь Танкреду Невиса назван муниципалитет Президенти-Танкреду-Невис в штате Баия. Также имя президента носит аэропорт в его родном штате Минас-Жерайс и проспект в столице штата Салвадоре.
В его родном городе Сан-Жуан-дел-Рей его статуя установлена рядом со статуей Тирадентиса.
1 марта 2010 года была выпущена марка, посвященная 100-летию со дня его рождения, тогда же в зале Сената в Бразилиа был торжественно открыт его бюст.
О жизни Т. Невиса были выпущены художественный фильм Жуана Батисты де Андраде «A Céu Aberto» и биография «Танкреду Невис. Траектория либерала» (1985), написанная на основе его воспоминаний и речей. В 1985 году был выпущен документальный фильм «Muda Brasil», а в 2011 году — «Tancredo — A travessia». В 2018 году вышел художественный фильм «Пациент — дело Танкредо Невеса» (O Paciente — O Caso Tancredo Neves), основанный на книге Луиса Мира (Luís Mir). Фильм рассказывает о последних днях Т. Невиса и последовательности медицинских ошибок, которые привели к его смерти. В фильме его роль сыграл актер Отон Бастос.